# 아짐 프렘지

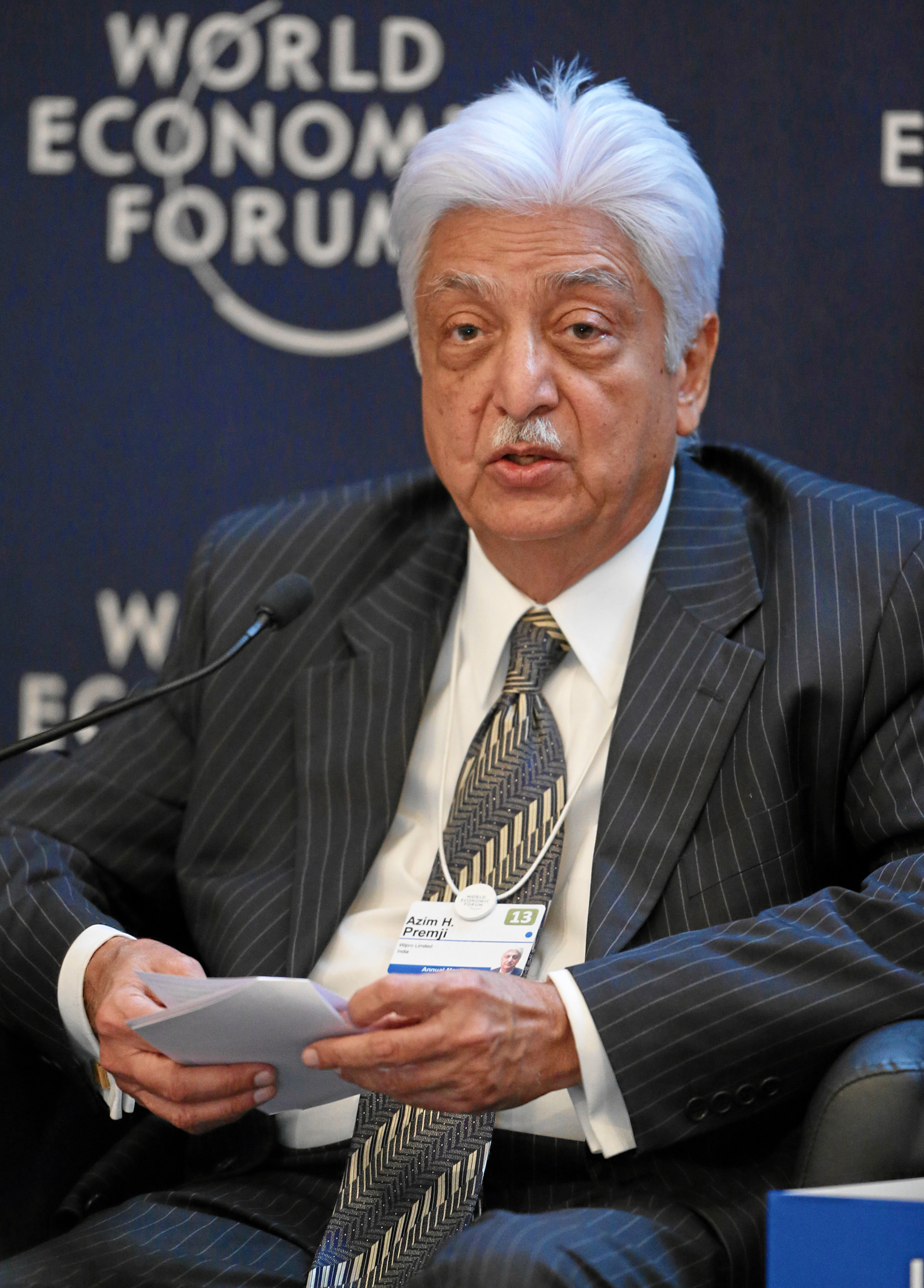

아짐 프렘지(Azim Premji, 본명: 아짐 하심 프렘지, Azim Hashim Premji, 1945년 7월 24일 ~ )는 인도의 사업가이자 자선가로 위프로 리미티드의 회장이었다. 프렘지는 이사회의 비상임 이사이자 설립자 회장으로 남아 있다. 그는 비공식적으로 인도 IT 산업의 황제로 알려져 있다. 그는 위프로가 40년 동안 다각화와 성장을 통해 소프트웨어 산업의 글로벌 리더 중 하나로 부상하도록 이끌었다. 2010년에는 아시아위크가 선정한 세계에서 가장 영향력 있는 20인에 선정되었다. 그는 타임지가 선정한 가장 영향력 있는 100인에 2004년에 한 번, 그리고 최근에는 2011년에 두 번 선정되었다. 수년 동안 그는 가장 영향력 있는 무슬림 500인 중 한 명으로 정기적으로 선정되었다. 그는 또한 방갈로르에 있는 아짐 프렘지 대학교의 총장을 역임하고 있다. 프렘지는 인도 정부로부터 인도에서 두 번째로 높은 민간인 상인 파드마 비부샨을 수상했다.
포브스와 블룸버그 억만장자 지수(Bloomberg Billionaires Index)에 따르면 프렘지의 순자산은 2023년 2월 기준으로 각각 93억 달러와 250억 달러로 추산된다. 2013년에 그는 더기빙플레지에 서명하여 재산의 절반 이상을 기부하기로 동의했다. 프렘지는 인도 교육에 초점을 맞춘 아짐 프렘지 재단에 22억 달러를 기부하면서 시작되었다. 그는 2020년 에델기브 후룬 인도 자선 활동 목록(EdelGive Hurun India Philanthropy List)에서 1위를 차지했다. 2019년에는 엄청난 금액을 자선 단체에 기부한 후 포브스 인디아 리치(Forbes India Rich) 목록에서 2위에서 17위로 떨어졌다.

## 같이 보기
- 세계 부자 순위